# Partido Republicano Evolucionista
O Partido Republicano Evolucionista (PRE), mais conhecido como Partido Evolucionista foi um partido político português do tempo da I República, surgindo em 24 de Fevereiro de 1912 como consequência da primeira secessão do Partido Republicano Português (a par do Partido Democrático e do Partido Unionista).
Foi liderado por António José de Almeida, porventura o maior orador da República; daí a alcunha dos membros do partido, os almeidistas (por oposição aos afonsistas do Partido Democrático de Afonso Costa). Teve no afamado República o seu órgão de imprensa.
Ideologicamente situado à direita dos democráticos e à esquerda dos unionistas, poder-se-ia hoje considerar um partido de centro-direita. Foi o partido que mais se opôs à acção governativa dos democráticos, à parte o período em que com eles constituiu o Governo da União Sagrada, durante a I Guerra Mundial.
Opôs-se também ao sidonismo (1918), mas acabaria por desaparecer pouco depois, em 1919; com a eleição de António José de Almeida para a Presidência da República, o partido via perder a sua principal cabeça, e acabou por se fundir com o Partido Unionista (cujo líder, Brito Camacho, também se ausentara da política nacional por ter sido nomeado Alto-Comissário da República para Moçambique) num novo partido, o Partido Liberal Republicano. Um sector do partido que se opôs à fusão viria a constituir uma dissidência dos evolucionistas, o Partido Popular.

## Ideologia e Programa
- Recusa do radicalismo anticlerical, através de uma revisão da Lei da Separação do Estado das Igrejas[1]
- Descentralização administrativa[1]
- Reforma do Senado, incluindo representação corporativa[1]
- Alargamento do direito de sufrágio[1]
- Sufrágio feminino nas eleições administrativas[1]

## Resultados eleitorais

### Eleições legislativas
| Data | Votos   | Cl.     | %            | +/-     | Deputados | +/-     | Senadores | +/-     |
| ---- | ------- | ------- | ------------ | ------- | --------- | ------- | --------- | ------- |
| 1913 | N/D     | 2.º     | 27,0 / 100,0 |         | 41 / 153  |         | 16 / 71   |         |
| 1915 | 62 845  | 2.º     | 22,0 / 100,0 | 5,0     | 26 / 163  | 15      | 9 / 69    | 7       |
| 1918 | Boicote | Boicote | Boicote      | Boicote | Boicote   | Boicote | Boicote   | Boicote |
| 1919 | N/D     | 2º      | 22,0 / 100,0 |         | 38 / 163  |         | 27 / 74   |         |

### Eleições presidenciais
| Data    | Candidatos                     | 1ª Volta                       | 1ª Volta                       | 1ª Volta                       | 2ª Volta                       | 2ª Volta                       | 2ª Volta                       | 3ª Volta                       | 3ª Volta                       | 3ª Volta                       | Notas                                                                           |
| Data    | Candidatos                     | Votos                          | Cl.                            | %                              | Votos                          | Cl.                            | %                              | Votos                          | Cl.                            | %                              | Notas                                                                           |
| ------- | ------------------------------ | ------------------------------ | ------------------------------ | ------------------------------ | ------------------------------ | ------------------------------ | ------------------------------ | ------------------------------ | ------------------------------ | ------------------------------ | ------------------------------------------------------------------------------- |
| 1911    | Manuel de Arriaga              | 121                            | 1.º                            | 55,76 / 100,00                 |                                |                                |                                |                                |                                |                                | Candidato pelo bloco evolucionista e unionista do Partido Republicano Português |
| 5/1915  | Não houve qualquer candidatura | Não houve qualquer candidatura | Não houve qualquer candidatura | Não houve qualquer candidatura | Não houve qualquer candidatura | Não houve qualquer candidatura | Não houve qualquer candidatura | Não houve qualquer candidatura | Não houve qualquer candidatura | Não houve qualquer candidatura | Não houve qualquer candidatura                                                  |
| 8/1915  | Abílio Guerra Junqueiro        | 33                             | 3.º                            | 17,46 / 100,00                 | 30                             | 3.º                            | 16,22 / 100,00                 |                                |                                |                                |                                                                                 |
| 4/1918  | Boicote                        | Boicote                        | Boicote                        | Boicote                        | Boicote                        | Boicote                        | Boicote                        | Boicote                        | Boicote                        | Boicote                        | Boicote                                                                         |
| 12/1918 | Não houve qualquer candidatura | Não houve qualquer candidatura | Não houve qualquer candidatura | Não houve qualquer candidatura | Não houve qualquer candidatura | Não houve qualquer candidatura | Não houve qualquer candidatura | Não houve qualquer candidatura | Não houve qualquer candidatura | Não houve qualquer candidatura | Não houve qualquer candidatura                                                  |
| 1919    | António José de Almeida        | 87                             | 1.º                            | 48,07 / 100,00                 | 93                             | 1.º                            | 51,96 / 100,00                 | 123                            | 1.º                            | 73,65 / 100,00                 |                                                                                 |

## Congressos
| #   | Localidade | Dia(s)                   | Refs. |
| --- | ---------- | ------------------------ | ----- |
| I   | Lisboa     | Agosto de 1913           | [ 1 ] |
| II  | Lisboa     | Abril de 1915            | [ 1 ] |
| III | Lisboa     | Setembro-Outubro de 1919 | [ 1 ] |